# Polia sabmeana
Polia sabmeana là một loài bướm đêm trong họ Noctuidae.